# Barnaby Jones
Barnaby Jones (1973–1980) – amerykański serial kryminalny stworzony przez Quinna Martina. Jego światowa premiera odbyła się 28 stycznia 1973 roku na kanale CBS. Ostatni odcinek został wyemitowany 4 września 1980 roku. W Polsce serial nadawany był dawniej na kanale TVP1.

## Obsada
- Buddy Ebsen jako Barnaby Jones: wszystkie 178 odcinków[2]
- Lee Meriwether jako Betty Jones: wszystkie 178 odcinków
- John Carter jako por. John Biddle (1973–1980): 86 odcinków
- Vince Howard jako por. Joe Taylor (1973–1975): 4 odcinki
- Mark Shera jako Jedediah Romano "J.R." Jones (1976–1980): 93 odcinki
- Eugene Peterson jako Leo Krell (1973–1980): 8 odcinków
- Stephen Coit jako pracownik kostnicy (1973–1980): 8 odcinków
- Hank Brandt jako Dan Rhodes (1973–1978): 7 odcinków
- Gary Lockwood jako Cam Wheeler (1973–1979): 6 odcinków
- Bradford Dillman jako Gordon Kingman (1973–1978): 6 odcinków
- Robert Hogan jako Dwight Kincaid (1973–1980): 6 odcinków
- Roger Perry jako Dan Carson (1974–1980): 6 odcinków
- Bonnie Ebsen jako sekretarka p. Brooke'a (1974–1980): 6 odcinków
- Sandra de Bruin jako sekretarka p. Brendona (1973–1979): 6 odcinków
- Richard Derr jako Stuart Nettleson Jr. (1973–1979): 6 odcinków
- Patrick Culliton jako pierwszy oficer (1973–1978): 6 odcinków
- Laurence Haddon jako Ben Ross (1974–1980): 6 odcinków
- Stuart Nisbet jako p. Adams (1973–1980): 6 odcinków
- Harvey Fisher jako kelner (1975–1979): 6 odcinków
- Dabney Coleman jako Ted Sayers (1973–1979): 5 odcinków
- Tim O’Connor jako por. Walt Abbott (1973–1979): 5 odcinków
- Edward Power jako Arthur Catlin (1975–1979): 5 odcinków
- James Luisi jako Burt Logan (1973–1979): 5 odcinków
- Lou Frizzell jako John Flory (1973–1977): 5 odcinków
- Linden Chiles jako Ben Reston (1974–1980): 5 odcinków
- Claudette Nevins jako Anita Parks (1974–1980): 5 odcinków
- Renne Jarrett jako Claire Boyer (1974–1979): 5 odcinków
- Jerry Douglas jako Bill Claymore (1973–1980): 5 odcinków
- Jonathan Goldsmith jako Charly (1973–1979): 5 odcinków
- Alex Henteloff jako Al Geiger (1973–1980): 5 odcinków
- Jenny O’Hara jako Dororthy Warner (1976–1979): 5 odcinków
- Frank Maxwell jako Eddie Wheelock (1973–1976): 5 odcinków